# Скэнлон, Томас
Томас «Тим» Скэнлон (Thomas M. Scanlon; род. 28 июня 1940, Индианаполис, Индиана) — американский учёный-философ

 специалист по моральной и политической философии. Доктор философии (1968), эмерит-профессор Гарвардского университета, перед тем как перейти в который в 1966—1984 гг. преподавал философию в Принстоне, Член Американского философского общества (2018). Макартуровский стипендиат (1993).

## Биография
Окончил Принстонский университет (1962). В 1962—1963 годах по программе Фулбрайта занимался в оксфордском Брасенос-колледже. В 1968 году в Гарварде получил степень доктора философии. С 1966 года преподавал в Принстоне, а с 1984 года в Гарварде, где ныне эмерит-профессор Alford Professor of Natural Religion, Moral Philosophy, and Civil Polity, Emeritus.
Приглашённый фелло оксфордского Колледжа всех душ.
Приглашённый редактор Philosophy & Public Affairs, один из его редакторов-основателей.
В 1985—1986 годах читал в Оксфорде Tanner Lecture.
Его диссертация и некоторые первые работы посвящены математической логике.
Публиковался в Philosophy and Phenomenological Research; Proceedings of the American Philosophical Society; Journal of Symbolic Logic; Nomos; Ethics; Philosophy and Public Affairs.
Автор пяти книг.

## Книги
- What We Owe to Each Other (1998)
- The Difficulty of Tolerance (2003)
- Moral Dimensions: Permissibility, Meaning, Blame
- Being Realistic about Reasons (Oxford University Press, 2014)
- Why does inequality matter? (Oxford University Press, 2018)